# Saqueo de Shamaji
El ataque y saqueo de Shamakhi tuvo lugar el 18 de agosto de 1721, cuando los rebeldes lezguinos sunitas, dentro del Imperio safávida en declive, atacaron la capital de Shirván, Shamaji (en la actual República de Azerbaiyán). La contracampaña inicialmente exitosa fue abandonada por el gobierno central en un momento crítico y con la amenaza sin control, Shamakhi fue tomada por 15 000 miembros de la tribu lezgina, su población chiita masacrada y la ciudad saqueada.
Las muertes de comerciantes rusos dentro de la ciudad se utilizaron posteriormente como casus belli para la guerra ruso-persa (1722-1723), lo que llevó a la cese del comercio entre Irán y Rusia y la designación de Astracán como el nuevo término en la ruta comercial del Volga.

## Antecedentes

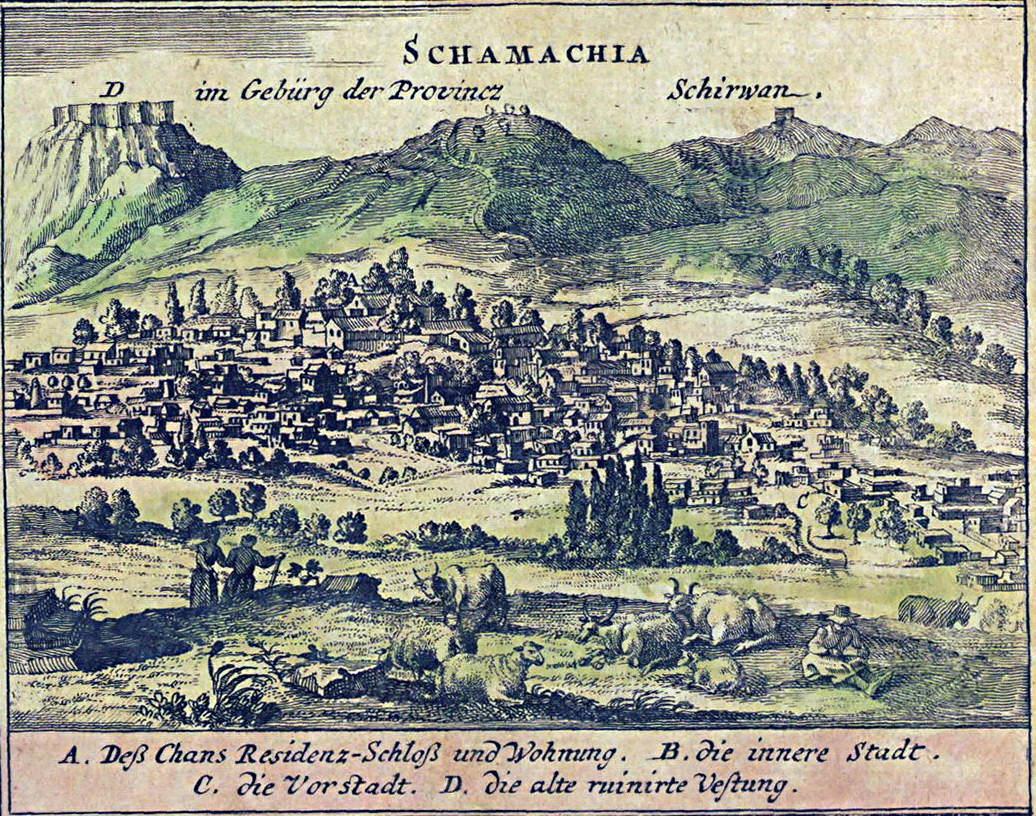
Una ilustración de 1683 de Shamakhi por Engelbert Kaempfer (publicada en 1734 en el Atlas de Johann Baptist Homann)

En la primera década del siglo XVIII, el otrora próspero reino de Safávida estaba en un estado de grave declive, con insurrecciones en numerosas partes de sus dominios. El rey, Sultan Husayn, era un gobernante débil, y aunque personalmente inclinado a ser más humano, flexible y relajado que su jefe mullah, siguió las recomendaciones de sus asesores con respecto a importantes decisiones estatales. Reinó como un "monarca estacionario", prefiriendo, además de la ocasional partida de caza, estar dentro o cerca de la capital Isfahán en todo momento, invisible para todos "excepto para los más íntimos de los cortesanos". Habiendo visto poco más del mundo que los muros del harén, rápidamente había caído bajo el hechizo de los principales ulemas, sobre todo Mohammad-Baqer Majlesi. Majlesi, que ya había obtenido un poder político considerable durante el reinado del predecesor del sultán Husayn Suleiman I (reinó 1666-1694), instigó las persecuciones dirigidas contra los habitantes sunitas y sufíes del Irán safávida, así como sus minorías religiosas no musulmanas, a saber, los cristianos safávidas, judíos y zoroastras. Aunque los cristianos, representados principalmente por los armenios, sufrieron menos que otros grupos, también fueron atacados de vez en cuando. Según el historiador Roger Savory, aunque el sultán Husayn no mostró hostilidad personal hacia los cristianos, fue persuadido por el clero (Majlisi en particular), que tenía gran influencia sobre él, para emitir "decretos injustos e intolerantes". Como señala el historiador Michael Axworthy: "El ejemplo más claro fue la revuelta en Shirvan, donde hombres religiosos sunitas fueron asesinados, libros religiosos destruidos y mezquitas sunitas convertidas en establos".
La población sunita en los dominios del noroeste de los Safávidas, que comprende Shirvan y Daguéstan, sintió la carga de la persecución chiita durante el reinado del sultán Husayn. 1718 vio una intensificación de las incursiones Lezgin en Shirvan, se rumorea, según el historiador Rudi Matthee, que fue incitado por el entonces  el gran visir Fath-Ali Khan Daghestani (1716-1720). El embajador de Rusia en la Irán safávida, Artemy Volynsky, que estuvo en Shamakhi en 1718, informó que, debido a que los funcionarios locales consideraban al gran visir "un infiel", consideraban sus órdenes inválidas e incluso cuestionó la autoridad del rey. Florio Beneveni, un italiano del servicio diplomático ruso, insistió en que los habitantes de Shamakhi estaban listos para rebelarse contra el gobierno por "extorsionar grandes sumas de dinero de ellos". No obstante, continuaron los saqueos, las incursiones y los saqueos; en abril del mismo año, los lezginos tomaron el pueblo de Ak Tashi (situado cerca de Nizovoi), no sin antes secuestrar a varios de sus habitantes y saquear una caravana de 40 personas en el camino a Shamakhi. Tras estos hechos, se reportan numerosos informes adicionales en relación con los rebeldes.

## Ataque y saqueo

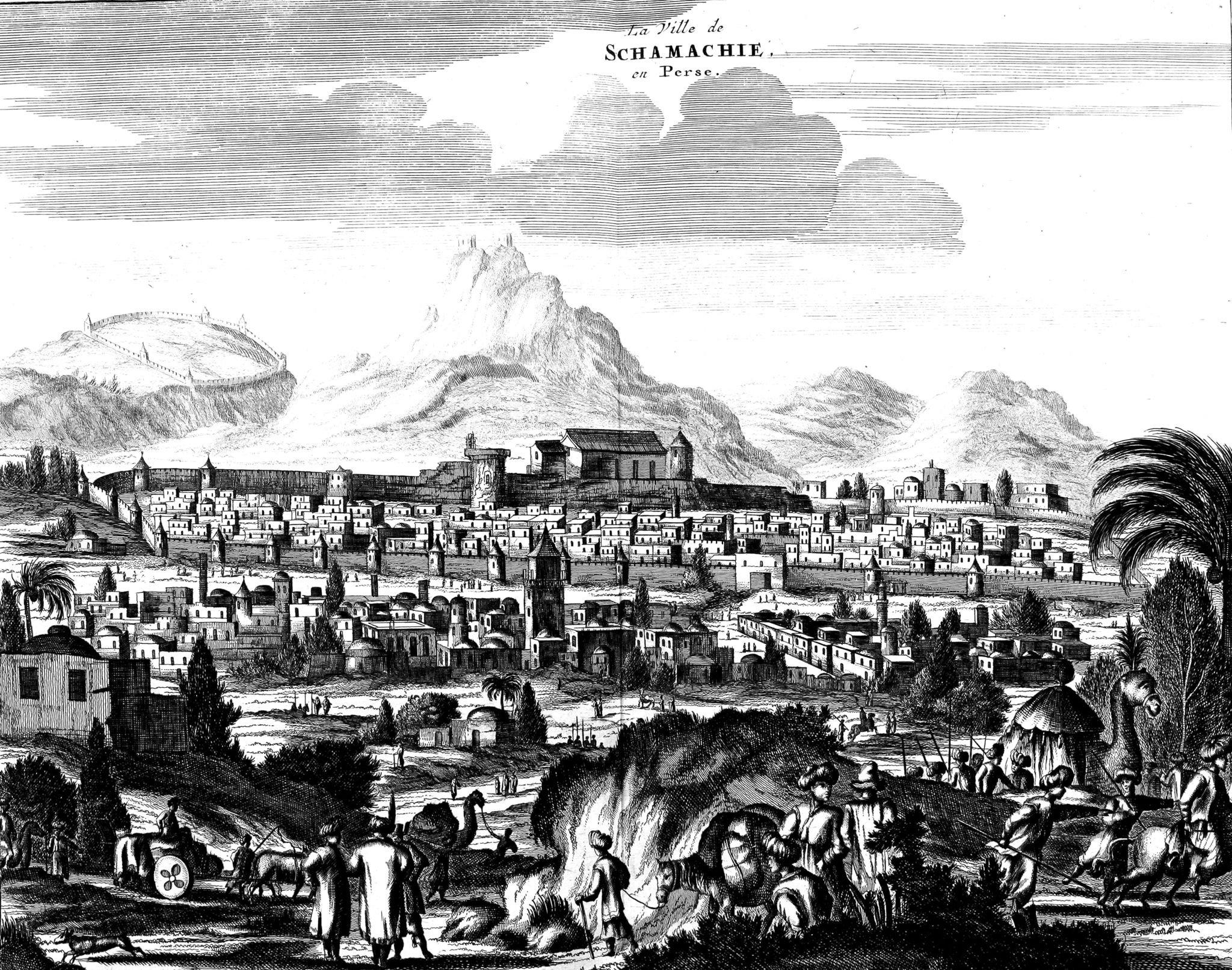
Ilustración titulada "La Ville de Schamachie en Perse", publicada en 1729 por Pieter van der Aa.

A principios de mayo de 1718, unos 17 000 miembros de la tribu lezgina habían llegado a una distancia de 20 kilómetros (12,4 millas) de Shamakhi, ocupándose de saquear asentamientos en las áreas circundantes de Shamakhi.  En 1719, el gobierno iraní decidió enviar al sepahsalar Hosaynqoli Khan (Vakhtang VI de Kartli) a Georgia con la tarea de enfrentar la rebelión de lezginos. Asistido por el gobernante de la vecina Kakheti, así como por el beglarbeg de Shirvan, Hosaynqoli Khan se mudó a Daguestán y logró un progreso significativo en detener a los lezginos. Sin embargo, en el invierno de 1721, en un momento crucial de la campaña, fue retirado. La orden, que se produjo tras la caída del gran visir Fath-Ali Khan Daghestani, se hizo a instancias de la facción de eunucos dentro de la corte real, que había persuadido al sah de que un final exitoso de la campaña haría más daño que bien al reino Safávida. En su opinión, permitiría a Vakhtang, el vali Safávida, formar una alianza con Rusia con miras a conquistar Irán. Casi al mismo tiempo, en agosto de 1721, el sultán Husayn ordenó a Daud Beg (probablemente Hadji-Dawud), un montañero rebelde jefe de los Lezginos y clérigo sunita, sea liberado de prisión en la ciudad Safávida de Derbent. La decisión del gobierno de liberarlo se produjo poco después del ataque afgano contra el Irán safávida desde sus dominios más orientales. Sultan Husayn y el gobierno esperaban que Daud Beg y sus aliados daguestaníes ayudaran a contrarrestar la revuelta en el frente oriental, pero Daud se puso a la cabeza de una coalición tribal y luego lanzó una campaña contra las fuerzas del gobierno Safávida y la población chiita del imperio, y finalmente marchó sobre la capital provincial de Shamakhi.
Poco antes del asedio, los sunitas de la provincia de Shirvan pidieron ayuda a los otomanos, sus correligionarios y los archirrivales de los safávidas. La "coalición" rebelde formada por unos 15 000 miembros de la tribu, encabezada por Daud Beg y asistida por Surkhay Khan del Ghazikumukh, avanzó hacia Shamakhi, que posteriormente fue sitiada.
Finalmente, los habitantes suníes de Shamakhi abrieron una de las puertas de la ciudad a los sitiadores; Shamakhi fue tomada el 18  de agosto de 1721, tras lo cual miles de residentes chiitas fueron masacrados, mientras que los cristianos y los extranjeros fueron simplemente robados. Varios comerciantes rusos fueron asesinados también. Los almacenes de los numerosos comerciantes rusos fueron saqueados, lo que supuso graves pérdidas económicas para ellos.  Entre los comerciantes estaba Matvei Evreinov, "supuestamente el comerciante más rico de Rusia", que sufrió enormes pérdidas. El gobernador safávida chiita de la ciudad, su sobrino y el resto de sus parientes fueron "descuartizados por la turba y sus cuerpos arrojados a los perros". Después de que la provincia fuera completamente invadida por los rebeldes, Daud Beg pidió protección a los rusos, declarando su lealtad al zar. Al ser rechazado, apeló a los otomanos, esta vez con éxito; entonces fue designado por el sultán como gobernador otomano de Shirvan.